# Wellesberg (Wallenfels)

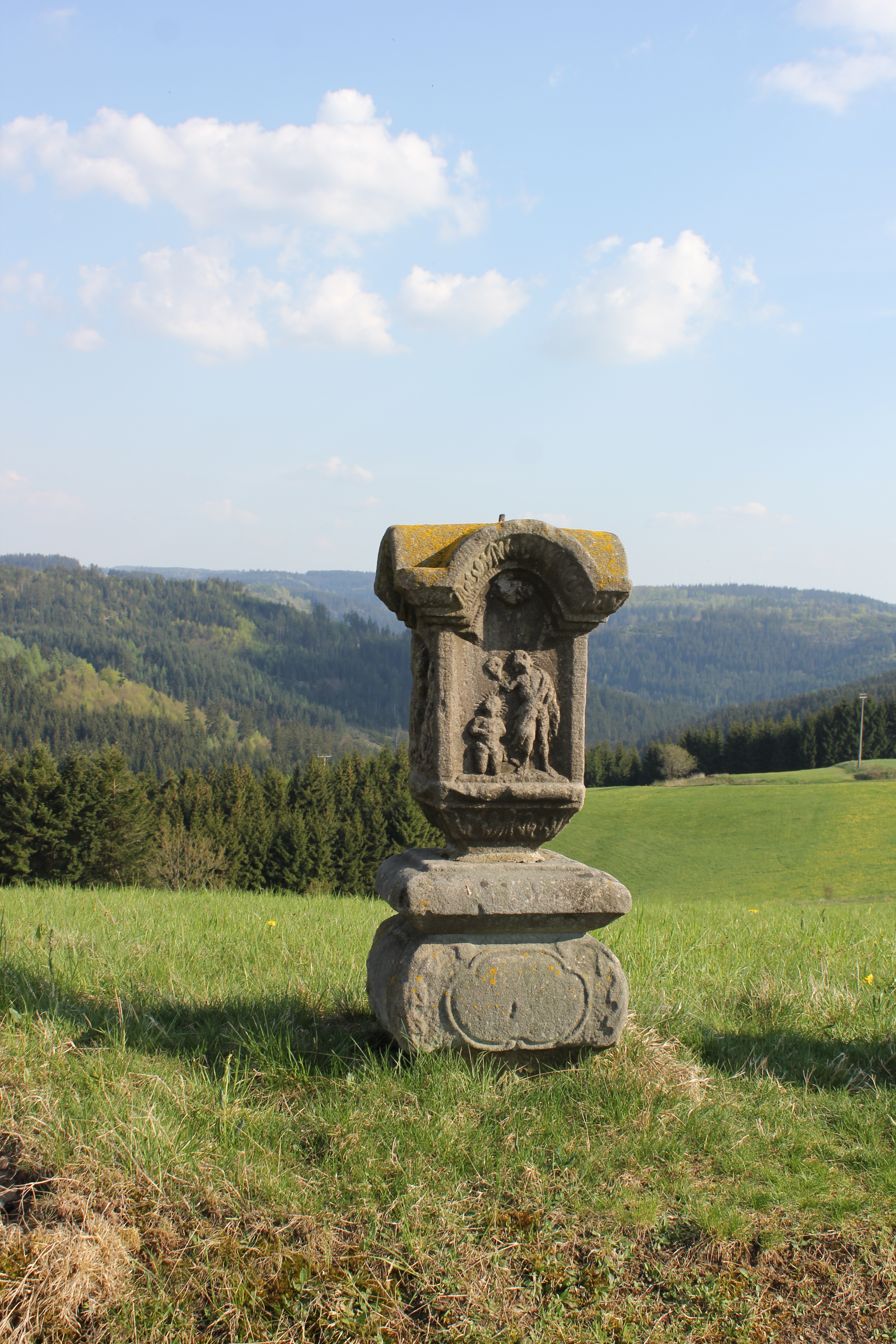
Bildstockfragmente am nördlichen Fuhrweg

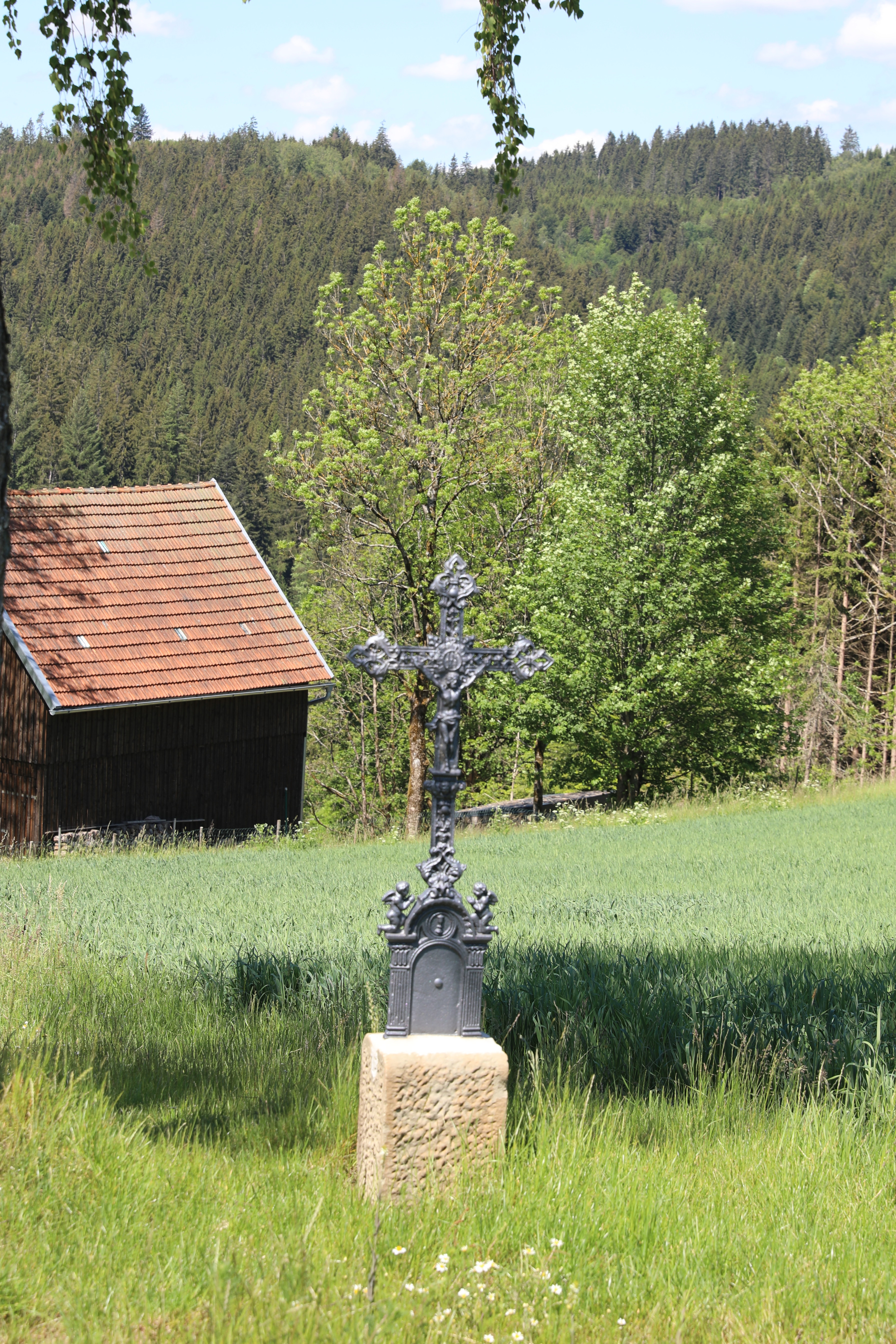
Wegkreuz am nördlichen Ortsrand

Wellesberg ist ein Gemeindeteil der Stadt Wallenfels im oberfränkischen Landkreis Kronach in Bayern.

## Geographie
Der Weiler liegt auf dem Eichsberg, einem Höhenrücken, der westlich ins Tal des Wellesbachs und östlich ins Tal der Lamitz abfällt. Ein Anliegerweg verbindet mit der Kreisstraße KC 32 bei Oberwellesmühle (0,6 km nördlich). Ein Wirtschaftsweg führt den Höhenrücken entlang nach Wolfersgrün (2,3 km nordöstlich).

## Geschichte
Im Privilegienbuch des Hochstifts Bamberg von 1320 wird Wellesberg als Wellings erwähnt. Gegen Ende des 18. Jahrhunderts gab es in Wellesberg mit der Ober- und Unterwellesmühle acht Anwesen (drei Viertelhöfe, zwei Achtelhöfe, ein Tropfhaus, zwei Mahlmühlen). Das Hochgericht übte das bambergische Centamt Wallenfels aus. Das Vogteiamt Wallenfels war der Grundherr der Anwesen.
Mit dem Gemeindeedikt wurde Wellesberg dem 1808 gebildeten Steuerdistrikt Wallenfels und der 1818 gebildeten Ruralgemeinde Wolfersgrün zugewiesen. Am 1. April 1951 wurde Wellesberg in die Gemeinde Neuengrün umgegliedert, die am 1. Juli 1971 im Zuge der Gebietsreform in Bayern nach Wallenfels eingemeindet wurde.

### Baudenkmäler
- Bildstock und zwei Bildstockfragmente
- Kreuzschlepper
- Wegkreuz

- Haus Nr. 4: Eingeschossiger Wohnstallbau mit Satteldach, 18. Jahrhundert. Wohnteil verschieferter Blockbau. Stallteil massiv erneuert, auf der Hofseite einige profilierte Balkenköpfe erhalten.[8] Das Haus listete Tilmann Breuer in dem Buch Landkreis Kronach von 1964 mit seiner ursprünglichen Hausnummer als Kunstdenkmal auf. Es wird in der Denkmalschutzliste nicht geführt, da es entweder nicht aufgenommen, abgerissen oder stark verändert wurde.

### Einwohnerentwicklung
| Jahr      | 001804 | 001818 | 001861 | 001871 | 001885 | 001900 | 001925 | 001950 | 001961 | 001970 | 001987 |
| Einwohner | 50     | 54     | 48     | 87 *   | 84 *   | 69 *   | 56 *   | 43 *   | 52 *   | 28     | 30     |
| Häuser    |        | 6      |        |        | 10 *   | 11 *   | 11 *   | 10 *   | 11 *   |        | 7      |
| Quelle    | [ 10 ] | [ 6 ]  | [ 11 ] | [ 12 ] | [ 13 ] | [ 14 ] | [ 15 ] | [ 16 ] | [ 17 ] | [ 18 ] | [ 1 ]  |

## Religion
Der Ort ist römisch-katholisch geprägt und nach Mariä Geburt (Steinwiesen) gepfarrt.